# Maria Mancini

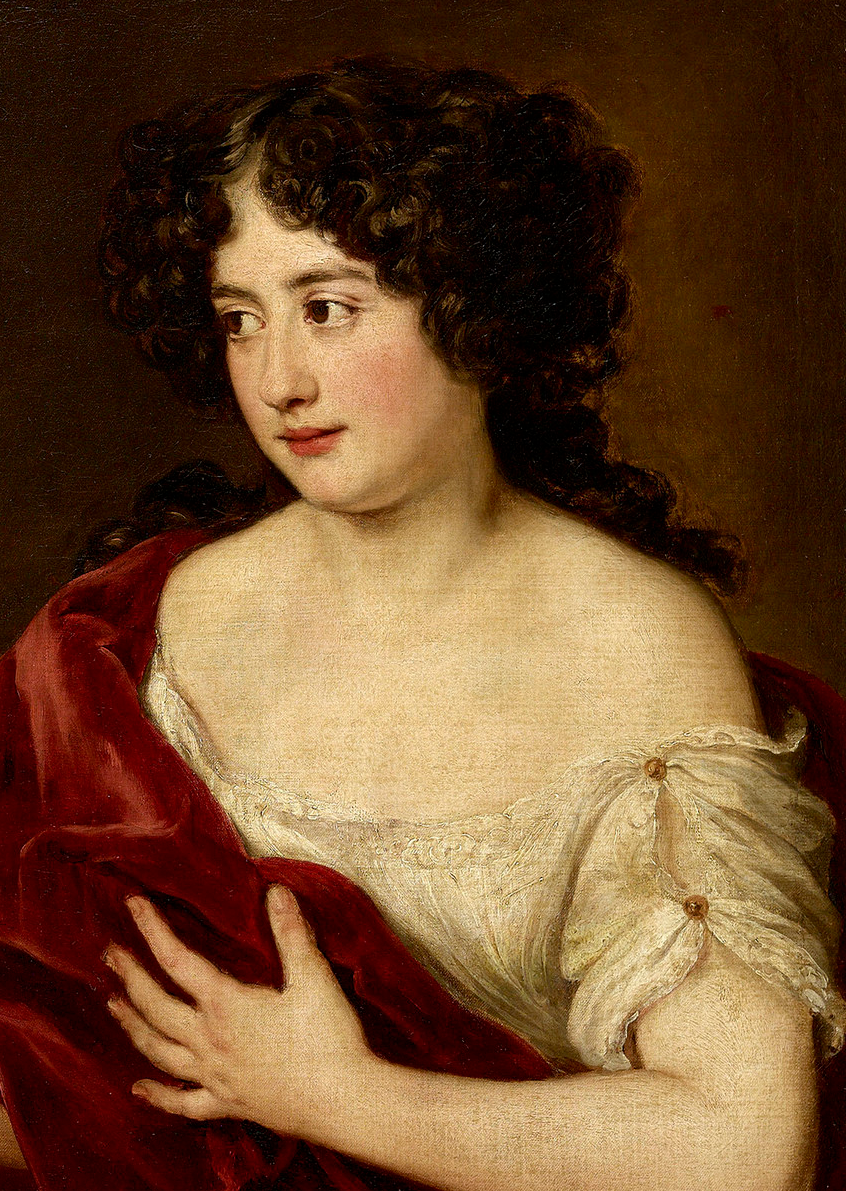
Jacob Ferdinand Voet: Maria Mancini, Royal Collection

Maria Mancini (* 28. August 1639 in Rom; † 11. Mai 1715 in Pisa) war eine der „Mazarinetten“ und Mätresse des französischen Königs Ludwig XIV.

## Leben
Maria war die Tochter des Michele Lorenzo Barone di Mancini sowie der Geronima Mazarini und damit Nichte des Kardinals Jules Mazarin. Als sie von ihrem Onkel aus Italien nach Frankreich geholt wurde, lebte sie zunächst zwei Jahre im Kloster. 1655 ging sie an den französischen Hof im Louvre. Auch die frühere schwedische Königin Christina (1626–1689) weilte nach ihrem Thronverzicht 1654 in dieser Zeit in Paris, die Marias Entwicklung stark beeinflusst haben soll.
Sie wurde die erste große Liebe Ludwigs XIV. und hatte großen Einfluss auf den jugendlichen König. Der begann sich für Literatur zu interessieren und sich sowohl von Mazarin als auch seiner Mutter Anna von Österreich zu entfernen. Maria und Ludwig dachten an Heirat, doch Mazarin und die Königinmutter waren auch noch dagegen, als Ludwig auf Knien gefleht haben soll. Die Affäre endete erst mit der Verlobung des Königs mit Maria Teresa von Spanien.
1661 heiratete Maria den Großkonnetabel von Neapel, Lorenzo Onofrio Fürst Colonna (1637–1689), nachdem ein Eheprojekt mit dem Herzog von Lothringen gescheitert war. In Rom führte sie eine für Frauen unbekannte Freiheit ein. Sie gebar drei Söhne:
- Filippo II. Colonna (* 1663; † 1714), Herzog von Paliano
- Marcantonio Colonna (* 1664; † 1715)
- Carlo Colonna (* 1665; † 1739), Kardinal

Die Ehe verlief aber schon bald unglücklich. Maria wurde die Geliebte des Kardinals Flavio Chigi, der sie auch für seine Stanza delle Belle („Zimmer der Schönen“) im Palazzo Chigi in Ariccia malen ließ. Sie versagte sich ihrem Mann, nahm ihm seine Untreue aber übel. 1672 floh sie vor ihm zusammen mit ihrer Schwester Hortensia nach Frankreich.
In Paris stattete König Ludwig XIV. sie mit Geld aus, versagte ihr aber einen offiziellen Empfang am Hof. Ab da irrte sie durch halb Europa (Savoyen, Schweiz, Niederlande, Spanien) und lebte in verschiedenen Klöstern. Nach dem Tod Colonnas 1689 siedelte sie wieder nach Italien über. Sie starb im selben Jahr wie ihre Jugendliebe Ludwig XIV.

## Sonstiges
Den Namen Maria Mancinis trägt auch jene Zigarre, welche durch Thomas Manns Roman Der Zauberberg als bevorzugte Marke des Protagonisten Hans Castorp zu Berühmtheit gelangt ist. Auch Sigmund Freud schätzte diese Zigarrensorte sehr. Die in den 1940er Jahren eingestellte Marke wird seit 2022 von der Firma August Schuster in Bünde/Westf. wieder produziert. 